# Gaspard Ulliel
Gaspard Ulliel (født 25. november 1984 i Boulogne-Billancourt, Frankrig, død 19. januar 2022) var en fransk skuespiller og model. Han spillede hovedrollen som den unge Hannibal Lecter i filmen Hannibal Rising fra 2007. Han spillede også med i filmen "En langvarig forlovelse" (Un long dimanche de fiancailles), med blandt andre Audrey Tautou.
Han studerede film på universitetet i Saint-Denis.
Hans første film var Alias fra 1999. Siden da øgedes hans popularitet. Han blev nomineret til en Césarpris (Bedste unge mandlige skuespiller) 2003 for Embrassez qui vous voudrez og vandt i 2004 for sin rolle i Les égarés.

## Udvalgt filmografi
- Moon Knight (2022) - Midnight Man
- Saint Laurent (2014) – Yves Saint Laurent
- Les Cinq Légendes (2012) – Jack Frost
- Tu honoreras ta mère et ta mère (2012) – Balthazar
- La Princesse de Montpensier (2010) – Henri de Guise
- Un Barrage Contre le Pacifique (2008)
- Hannibal Rising (2007) – Hannibal Lecter
- Jacquou Le Croquant – Jacquou
- Paris, je t'aime – Gaspard
- La Maison de Nina (2005) – Izic
- Un long dimanche de fiançailles (2004) – Manech
- Le dernier jour (2004) – Simon
- Les égarés (2004) – Yvan
- Embrassez qui vous voudrez (2002) – Loïc
- L'Oiseau rare (2001) – Gaspard
- Le Pacte des loups (2001) – Louis
- Julien l'apprenti (2000) – Julien à 14 ans
- Juliette (1999) – Nicolas Dastier
- Alias (1999)